# كمال أوزتورك
كمال أوزتورك (بالتركية: Kemal Öztürk) هو إعلامي تركي عالمي الشهرة صحفي ومخرج إخباري وكاتب ومخرج أفلام وثائقية ومدير عام وكالة الأناضول للأنباء حتى 01\12\2014.

## البيوغرافيا
ولد كمال أوزتورك في مدينة أغري في منطقة شرق الأناضول التركية سنة 1969 وهو من المسلمين الأتراك. يحمل الجنسية تركية، تخرج من جامعة مرمرة وبدأ حياته الإعلامية رسمياً في عام 1995.

## المناصب التي تقلدها
.

شعار وكالة الأناضول للأنباء

وأصبح مستشاراً إعلامياً لرئيس البرلمان التركي في عام 2003، ثم أصبح كبير المستشارين الإعلاميين لرئيس البرلمان في عام 2005. وأخيراً عمل مستشاراً إعلامياً لرئيس الوزراء الأسبق رجب طيب أردوغان، قبل أن يترك عمله في فبراير/ شباط 2011، وتولى مهام المدير العام لوكالة الأناضول للأنباء من 3 أغسطس/ آب 2011 حتى 2 كانون الأول/ديسمبر 2014 

## رؤية الأناضول في ذكرى مئويتها الأولى (1920-2020)
.
يعتبر كمال أوزتورك أحد أسباب نهضة وكالة الأناضول للأنباء وتطورها وانتشارها في العالم العربي والغربي حسب رؤية الوكالة لمئويتها الأولى (1920-2020)، حيث يهدف هذا المشروع إلى أن تصبح وكالة الأناضول للأنباء من بين 5 أول وكالات أنباء عالمية.